# ベゼラ・ダシルバ・サムエル・ジュニオル
ベゼラ・ダシルバ・サムエル・ジュニオル（英: BEZERA DA SHIRUBA SAMUERU JUNIOR 、1987年7月23日 - ）は、日本の元男子バレーボール選手。Vリーグ登録名はベゼラ・ジュニオル。
本名表記およびラテン表記はJT公式に準拠する。なおブラジルポルトガル語ではサムエル・ベセーラ・ダ・シウヴァ・ジュニオル（Samuel Bezerra da Silva Júnior）。

## 来歴
父親がブラジル人で、母親が日系三世ブラジル人で、ベゼラ自身は現在日本に帰化している。ブラジル・サンパウロ市で生まれ、父親の自動車関連企業での仕事のため、9歳から広島県安芸郡府中町で暮らす。
幼い頃からサッカーをしており、府中町立府中緑ヶ丘中学校入学後も当初はサッカーをしていたが足を痛め断念した。2003年中学2年時、猫田勝敏の次女が教諭として顧問をしていた府中緑ヶ丘中バレー部に誘われ入部する。当初はレフトだった。
2005年、地元バレーの名門であるの崇徳高校へ進学する。2年先輩に廣本遥、1年先輩に明石良介・佐々木剛・迫谷竜児、同期に赤澤直樹。本多洋に鍛えられ、ミドルブロッカーとなったのはこの高校時代からである。春高バレー、インターハイで全国を経験した。
2008年、福山平成大学へ進学する。2009年大学2年の時に中国大学リーグ初優勝、全日本インカレでは筑波大学を破りベスト8入りした。この活躍によりJTサンダーズよりスカウトされることになり、大学在学中の2011年に内定選手となり、同年8月に帰化した。
2012年、大学卒業後正式にJTサンダーズへ入部。同期は小澤翔、安永拓弥。2018/19シーズンをもってJTを退団。

## 所属チーム
- 府中町立府中緑ヶ丘中学校
- 崇徳高等学校
- 福山平成大学
- JTサンダーズ（2012-2018年）

## 個人成績
Vプレミアリーグレギュラーラウンドにおける個人成績は下記の通り。
| シーズン | 所属 | 出場 | 出場   | アタック | アタック | アタック | アタック | ブロック | ブロック | サーブ | サーブ | サーブ | サーブ | レセプション | レセプション | 総得点 | 備考 |
| -------- | ---- | ---- | ------ | -------- | -------- | -------- | -------- | -------- | -------- | ------ | ------ | ------ | ------ | ------------ | ------------ | ------ | ---- |
| シーズン | 所属 | 試合 | セット | 打数     | 得点     | 決定率   | 効果率   | 決定     | /set     | 打数   | エース | 得点率 | 効果率 | 受数         | 成功率       | 総得点 | 備考 |
| 2012/13  | JT   | 12   | 11     | 20       | 9        | 45.0%    | %        | 3        | 0.27     | 28     | 1      | 3.57%  | 6.3%   | 3            | 66.7%        | 13     |      |
| 2013/14  | JT   | 2    | 0      | 0        | 0        | 0.0%     | %        | 0        | 0.00     | 0      | 0      | 0.00%  | 0.0%   | 0            | 0.0%         | 0      |      |
| 2014/15  | JT   | 0    | 0      | 0        | 0        | 0.0%     | %        | 0        | 0.00     | 0      | 0      | 0.00%  | 0.0%   | 0            | 0.0%         | 0      |      |